# Roman Perko
Roman Perko (ur. 15 maja 1977 w Tržiču) – słoweński kombinator norweski, uczestnik Zimowych Igrzysk Olimpijskich 1998 w Nagano, reprezentant klubu SC Tržič Trifix, mistrz świata juniorów w kombinacji norweskiej z 1997 roku.
Podczas indywidualnego konkursu olimpijskiego w 1998 w Nagano zajął 41. miejsce.
W 1996 roku zdobył brązowy medal w konkursie drużynowym podczas mistrzostw świata juniorów w Asiago. W skład słoweńskiej drużyny weszli także Igor Cuznar i Rolando Kaligaro. Rok później, na mistrzostwach świata juniorów w Canmore, został indywidualnym mistrzem świata juniorów.
W lutym 1997 roku zajął piąte miejsce w zawodach metodą Gundersena na mistrzostwach świata w Trondheim.